# Tihandéni
Tihandéni est une commune rurale située dans le département de Coalla de la province de la Gnagna dans la région de l'Est au Burkina Faso.

## Géographie
Tihandéni – qui est une localité agropastorale dispersée en plusieurs centres d'habitations – se trouve à 5 km au nord-est de Coalla.

## Santé et éducation
Le centre de soins le plus proche de Tihandéni est le centre de santé et de promotion sociale (CSPS) de Coalla.